# 菅原琢
菅原 琢（すがわら たく、1976年 - ）は、日本の政治学者。専門は政治過程論、計量政治学。蒲島郁夫に師事（今井亮佑は大学の同期にあたる）。東京大学先端科学技術研究センター准教授など歴任。

## 経歴
東京都出身。私立開成高等学校から東京大学に進む。就職活動中に蒲島郁夫教授（現:熊本県知事）に大学院進学を勧められ、大学院入試のために一年間留年した。
2001年3月に東京大学法学部を卒業し、大学院法学研究科修士課程専修コースに進学。2003年に専修コース修了、2006年3月に後期課程単位取得退学。4月より東京大学大学院法学政治学研究科研究拠点形成特任研究員となる。同年10月、東京大学先端科学技術研究センター特任助教授に就任。
2007年1月に同研究科博士後期課程を修了し、博士（法学）の学位を取得（学位授与番号：東京大学、甲第21956号）学位請求論文『中選挙区制と自民党政権 : 55年体制下における単記非移譲式投票の影響の計量分析』。
2007年4月に東京大学先端科学技術研究センター特任准教授、2012年に准教授を経て、2014年9月に研究センター准教授を離任。以後、東京大学先端科学技術研究センター客員研究員を歴任。
様々な媒体を通じて、世論調査や投票行動などに関する統計データを活用した政治評論活動を行っている。ウェブサイト「国会議員白書」を主催。

## 著書
単著
- 『世論の曲解 なぜ自民党は大敗したのか』光文社《光文社新書,2009年》 ISBN 978-4-334-03537-2

共著
- 荻上チキ、飯田健、菅原琢、秦正樹、田中東子、岸本聡子、大村華子、永井玲衣 著、荻上チキ 編『選挙との対話』青弓社、2024年10月7日。ISBN 978-4787235466。